# Nicole Petignat
Nicole Petignat (nascuda el 27 d'octubre de 1966 a La Chaux-de-Fonds, Suïssa) és una exàrbitra de futbol suïssa. L'agost de 2003 es va convertir en la primera àrbitra d'un partit de futbol masculí organitzat per la UEFA: el partit AIK Fotboll (SUE) contra Fylkir (ISL) a la ronda preliminar de la Copa de la UEFA.

## Carrera professional
Petignat va passar la seva joventut al cantó de Jura. Va començar a fer cursos d'arbitratge el 1983 i va anar ascendint consecutivament tots els nivells que van conduir a l'arbitratge a la Lliga nacional A (més tard la Superlliga suïssa). Petignat és una de les poques àrbitres que treballen en el futbol masculí professional amb partits a la primera lliga suïssa i austríaca de la Bundesliga. En total, Petignat va arbitrar 91 partits de la primera lliga suïssa i, el maig de 2007, la final de la Copa Suïssa, entre el FC Basilea i el FC Lucerne. La seva experiència també va ser reconeguda quan es va convertir en la primera dona a arbitrar un partit masculí de la Copa de la UEFA el 2003.
El juliol de 1999 va arbitrar la final de la Copa Mundial Femenina de la FIFA entre els Estats Units i la Xina a Los Angeles. De manera controvertida, no va penalitzar la portera nord-americana Brianna Scurry per sortir-se'n de la línia de gol durant la tanda de penals. El setembre del 2000, va arbitrar el torneig de futbol femení als Jocs Olímpics de Sydney i el 2001 va ser la responsable de la final de l'Eurocopa femenina de la UEFA, que va enfrontar Alemanya a Suècia. Més tard va arbitrar la Copa Mundial Femenina de la FIFA 2003, l' Eurocopa Femenina 2005 i la Copa Mundial Femenina 2007.
Com a jugador, Petignat va jugar fins a la segona divisió de Suïssa. Viu a Watt, al cantó de Zuric, on és massatgista mèdica. Del 2000 al 2006 va viure amb l'àrbitre suís Urs Meier. El desembre de 2008, Petignat va dimitir com a àrbitre.